# 模造紙
模造紙（もぞうし）とは、洋紙のうち次のものを指す。
1. 紙種の一つで、和紙の「局紙」の模造品を由来とする化学パルプ紙の一種。#模造紙 (紙種)を参照。
2. 文具の一つで、ポスター風の掲示などに用いられる大判の紙。#模造紙 (文具)を参照。

その他日本の古紙分類では、黒インキの付着した上質紙の類は「模造」と呼ばれ、未晒クラフト紙の類は「茶模造」と呼ばれる。

## 模造紙 (紙種)
包装または印刷・筆記用紙の一種で、一般に光沢があり伝票用紙や薬包紙に用いられるほか、パラフィン紙に加工されキャラメルの包装紙などにも用いられる。
古典的には亜硫酸パルプを用い、填料を入れず、ヤンキー抄紙機で抄造されるが、現代ではクラフトパルプが用いられる。填料を含まないため強度が高く、ヤンキー抄紙機を用いるため光沢に富む。スーパーカレンダーがけした両面光沢のA模造と、マシンカレンダーがけのB模造、未晒亜硫酸パルプを用いたC模造に分類されるが、A模造以外は生産されなくなった。
模造紙の名は、局紙という和紙銘柄をヨーロッパの業者が洋紙で模造したものを、更に日本で模造・国産化したことに由来する。局紙とは1877年頃に大蔵省紙幣寮抄紙部（同年に紙幣局、翌年に印刷局へ改称）で開発された三椏紙の一種である。これは1878年のパリ万国博覧会に出品され好評を得て、象牙色で半透明がかった外観から "Japanese vellum"（日本の羊皮紙の意）と呼ばれ、証券用紙やヴェルサイユ条約の原本にも用いられた。1898年頃にオーストリアの製紙会社が亜硫酸パルプを用いた機械漉きで局紙に似せた洋紙を生産すると、これは "Simili Japanese vellum"（局紙模造紙、模造日本紙）と呼ばれ、品質は及ばないものの安価なことから日本にも輸出されて包装などに広く用いられた。その後、日本で国産化が図られ、1913年に大川平三郎の指揮のもと九州製紙技師の大川理作らによりA模造が国産化され、その後も白色化や印刷適性の向上などの改良が重ねられたことで、当初とは異なる紙質へ発展した。

## 模造紙 (文具)

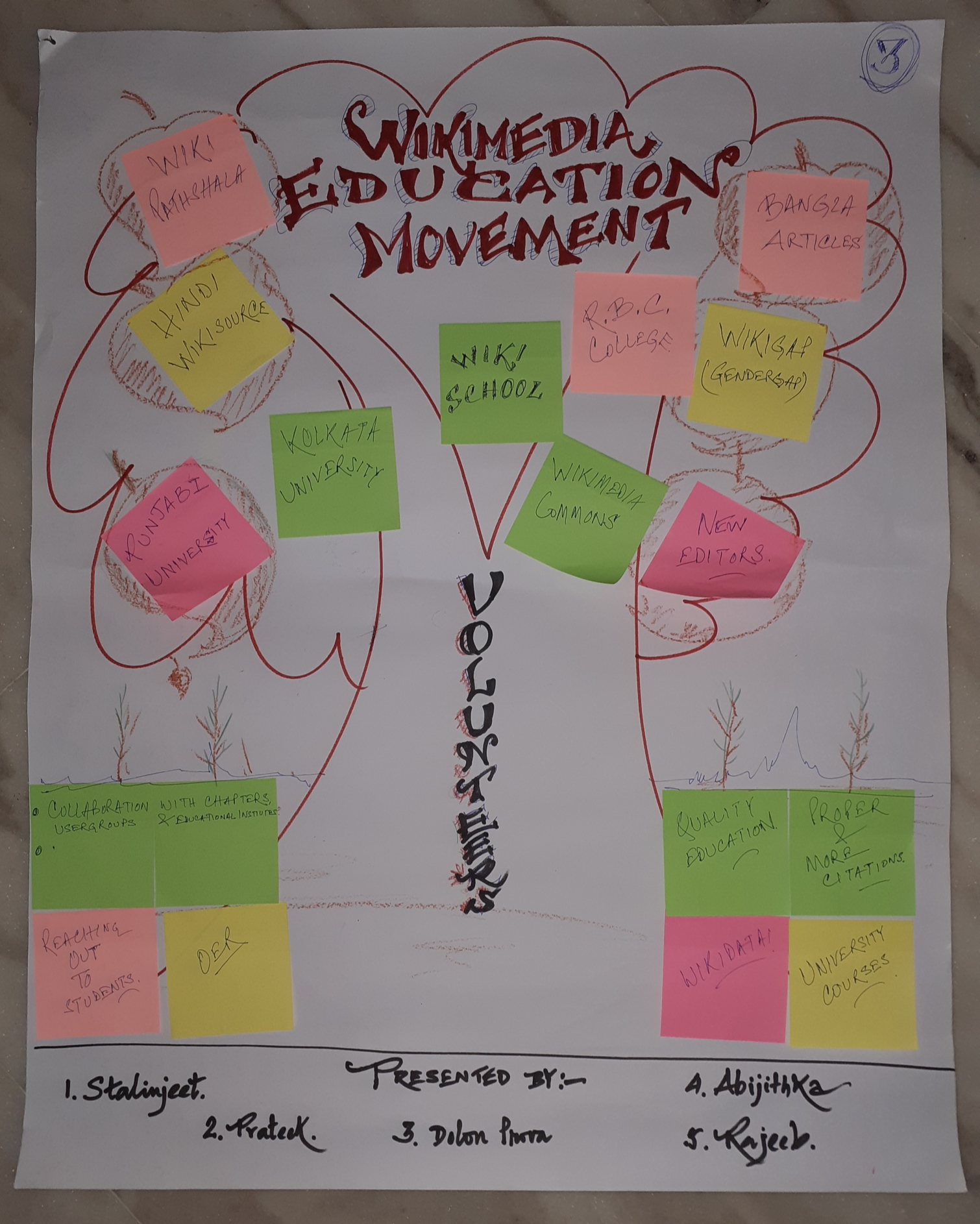
模造紙の用例

大判の紙で、ドローイングや下図などの描画や、壁新聞、ポスター発表やディスカッションなどでの掲示物作りに用いられる。市販品の多くは、788×1091 mmの四六判で、円筒形に巻かれた状態で売られている（ロール模造紙）。白、黄色、ピンク、薄緑、水色などに着色されたものや、方眼が印刷されたものがある。
上記の紙種の「B模造」に由来するなどの説があるが、少なくとも現代の製品の紙種は、模造紙ではなく上質紙とみなされている。
1960年代までは学会発表での主要なプレゼンテーション道具であり、模造紙を吊り下げるための専用の器具と共に用いられた。アメリカでは同様の用途の紙はブッチャーペーパーと呼ばれる。

### 方言での別名
模造紙には地方によって以下のような別名がある。なお漢字表記には揺らぎがあり、文献により「ようし」は「用紙」と「洋紙」の解釈が両方ある。
大判紙
山形県では大判紙（おおばんし）と呼ぶ。
大用紙
新潟県では大用紙（たいようし）と呼ぶ。「大」きな「用紙」に由来するとされる。
雁皮
富山県では雁皮（がんぴ）と呼ぶ。和紙の「雁皮紙」に由来するとされる。
B紙
岐阜県・愛知県では、B紙（ビーし）と呼ぶ。紙のサイズがB1判（728×1030 mm）に近いことに由来するとの説と、艶のない模造紙をB模造紙と呼んだことに由来するとの説がある。
鳥の子洋紙
愛媛県・香川県・沖縄県では、鳥の子洋紙（とりのこようし）と呼ぶ。和紙の「鳥の子紙」を模造したことに由来するとされる（「局紙」は鳥の子紙の一種）。
広用紙
熊本県、長崎県では広用紙（ひろようし）と呼ぶ。広い用紙であることに由来するとされる。
広幅用紙
鹿児島県では広幅用紙（ひろはばようし）と呼ぶ。